# Pihtipudas kyrka
Pihtipudas kyrka (finska: Pihtiputaan kirkko) är en kyrkobyggnad i finländska Pihtipudas, tillhörande Pihtipudas församling inom Evangelisk-lutherska kyrkan i Finland.
Pihtipudas kyrka är från 1783 och uppfördes av byggmästaren Simon Silvén från Kalajoki; den blev den första kyrkan i den år 1780 bildade församlingen. Klocktornet tillkom två år senare. Större renoveringar genomfördes 1874, 1950 och 1991.
Kyrkan har haft två orglar, en 16-stämmig och en 18-stämmig, anskaffade 1941 respektive 1980. Båda två är tillverkades av Kangasala orgelbyggeri.
Bland inventarierna märks altartavlan, utförd 1925 av Tammerforskonstnären Martta Helminen.
Om somrarna tjänar Pihtipudas kyrka som vägkyrka..